# Helena Victoria von Schleswig-Holstein-Sonderburg-Augustenburg

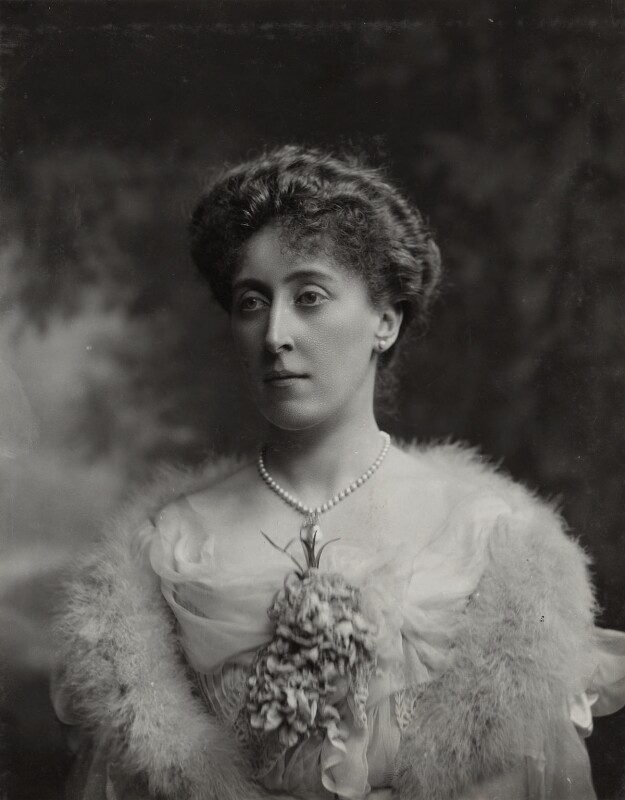
Prinzessin Helena Victoria, 1910

Prinzessin Helena Victoria, mit vollem Namen Victoria Louise Sophia Augusta Amelia Helena von Schleswig-Holstein-Sonderburg-Augustenburg VA, GBE, CI, GCStJ (* 3. Mai 1870 auf Frogmore House, Windsor, Berkshire; † 13. März 1948 in London) war ein Mitglied der britischen königlichen Familie und eine Enkelin der Königin Victoria.

## Leben

### Kindheit und Jugend

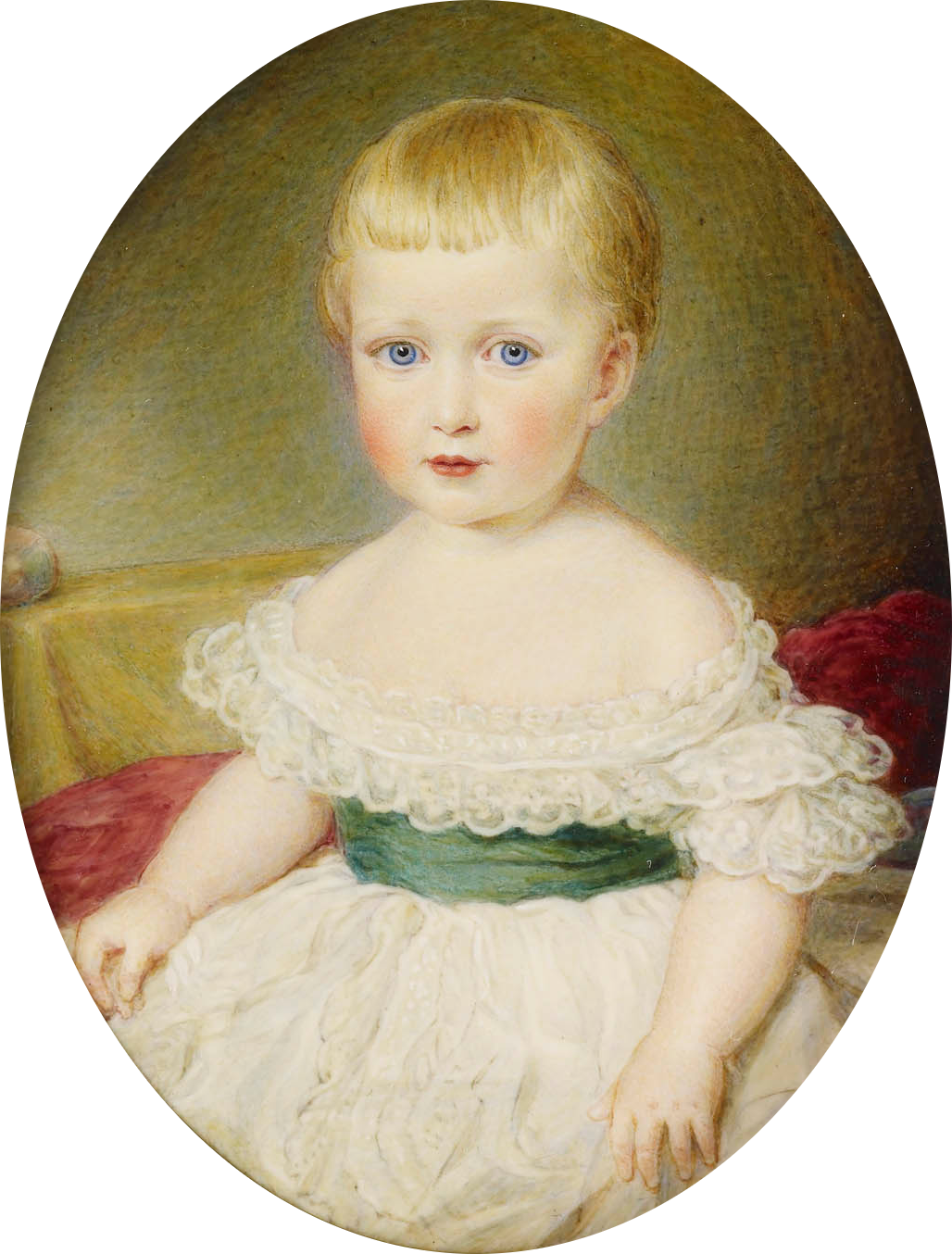
Prinzessin Helena Victoria, Porträt von Reginald Easton (1871)

Prinzessin Helena Victoria war die älteste Tochter von Prinz Christian von Schleswig-Holstein-Sonderburg-Augustenburg (1831–1917) und seiner Ehefrau Prinzessin Helena von Großbritannien und Irland (1846–1923), dritte Tochter von Königin Victoria von Großbritannien und Irland und Prinzgemahl Albert von Sachsen-Coburg und Gotha. Sie wurde innerhalb der Familie "Thora" gerufen.

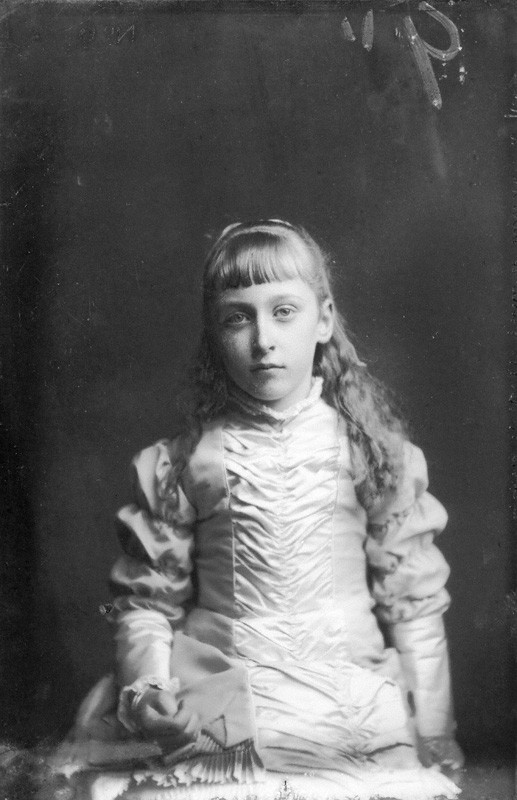
Prinzessin Helena Victoria als Kind

Sie wurde am 20. Juni 1870 in der Privatkapelle von Windsor Castle auf den Namen Victoria Louise Sophia Augusta Amelia Helena getauft. Ihre Paten waren Königin Victoria, die Duchess of Cambridge, Prinzessin Louise, Duchess of Argyll, Prinz Arthur, Duke of Connaught and Strathearn, Prinz Leopold, Duke of Albany, Prinz Waldemar von Dänemark, Prinz Eduard von Sachsen-Weimar-Eisenach, Prinzessin Louise Auguste von Schleswig-Holstein and Prinzessin Caroline Amalie von Schleswig-Holstein.
Helena Victoria wuchs in einem harmonisch geprägten Elternhaus auf. Sie und ihre Geschwister verbrachten ihre Kindheit und Jugend in Cumberland Lodge. Gemeinsam mit ihrer jüngeren Schwester Marie Louise weilte sie auch am Hof ihrer Großmutter Königin Victoria. Zwar hatten sie und Marie Louise eine französische Gouvernante, doch achtete ihre Mutter darauf, dass die Kinder so schlicht wie möglich erzogen wurden. Vom Kleidungsstil bis Wohnstil war alles sehr spartanisch. Die Mädchen wurden angehalten, einfache Dinge selbst und ohne fremde Hilfe zu erledigen. Beispielsweise säuberten die Prinzessinnen ihre Räume und halfen im Haushalt mit. Von ihrem Vater erhielten sie Deutschunterricht, während die Gouvernante sie Französisch lehrte. Prinzessin Helena war eine überzeugte Verfechterin der Krankenpflege. So brachte sie ihren Töchtern die Grundlage sozialer und medizinischer Arbeit näher. Dies beeinflusste Prinzessin Helena Victoria für ihren weiteren Lebensweg. In ihrer Freizeit betrieb Helena Victoria gerne sportliche Aktivitäten, sie verbrachte viel Zeit in der Natur und galt als ausgezeichnete Tennis- und Golfspielerin.
Im Jahre 1885 war sie eine der Brautjungfern bei der Hochzeit ihrer Tante Beatrice mit Prinz Heinrich Moritz von Battenberg, ebenso 1893 bei der ihres Cousins George, Duke of York (dem späteren Georg V.) und Prinzessin Maria von Teck.

### Als junge Erwachsene
Als die Prinzessin im heiratsfähigen Alter war, gab es Überlegungen, sie mit ihrem Cousin George (Georg V.), dem Sohn ihres Onkels Eduard VII. zu vermählen. Ihre Mutter unternahm einige Versuche, die beiden einander näher zu bringen, doch das scheiterte. Auch seitens der königlichen Familie wurde diese Verbindung belächelt und brachte den Spott von Georges Mutter Alexandra ein. Alexandra, Tochter des dänischen Königs Christian IX., hegte seit dem Deutsch-Dänischen Krieg von 1864 um Schleswig-Holstein eine Abneigung gegen Deutschland und zeigte diese offen gegen die Familie ihrer Schwägerin Helena. Sie nannte ihre Nichte in Bezug auf deren scharfe Gesichtszüge abschätzig „Snipe“ und äußerte sich in einem Brief an George herabwürdigend über die Heiratspläne: „Also haben die Christians dich mit ihrer schönen Schnepfe verfolgt! Nun, es wäre eine Freude, diese „Schönheit“ als deine Braut zu begrüßen. Du siehst, sie ist ziemlich bereit, dich im Sturm zu erobern, indem sie dir bereits ihre Fälschung in einem Rahmen anbietet!“

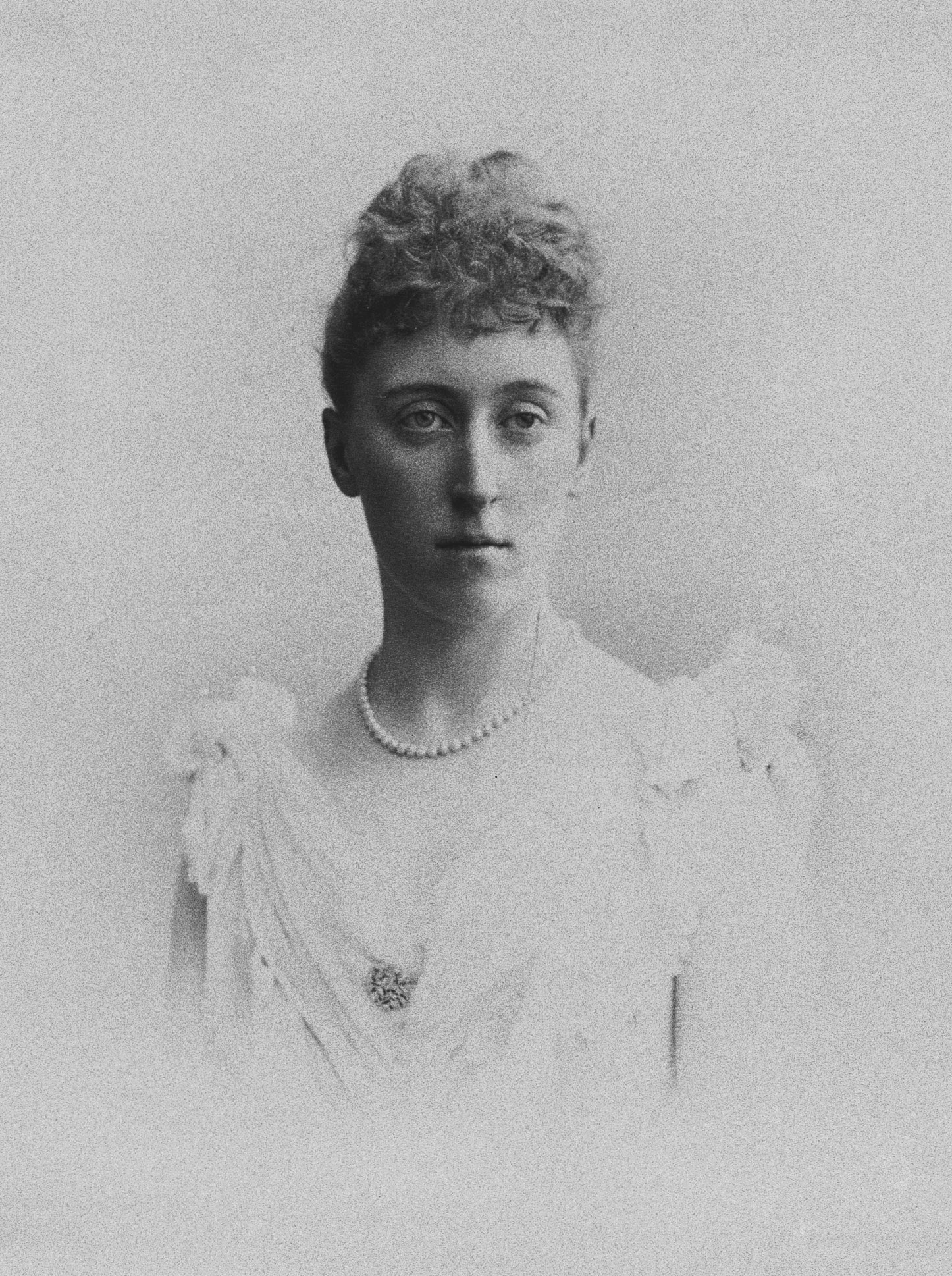
Prinzessin Helena Victoria, 1898

Durch Empfehlung ihrer Tante Kaiserin Friedrich stand eine mögliche Ehe mit Prinz Ernst zu Hohenlohe-Langenburg im Raum, dieser heiratete jedoch daraufhin ihre Cousine Prinzessin Alexandra von Sachsen-Coburg und Gotha. Auch der katholische Prinz Johannes zu Hohenlohe-Langenburg zeigte sich 1899 an Helena Victoria interessiert, sie wandte sich aber aufgrund von religiösen Differenzen von ihm ab.
Thora, von Freunden als besonders intelligent und sanft beschrieben, blieb ein Leben lang unverheiratet. Anders als ihre ebenfalls unvermählte Cousine Prinzessin Victoria of Wales, welche sich unzufrieden ihrem Schicksal fügte, sah Helena Victoria ihr Leben als erfüllt an. Sie widmete sich vor allem ihrer Familie und unterstützte aktiv ihre Mutter bei ihrer karitativen Arbeit. Helena Victoria reiste außerdem viel und besuchte ihre Cousins und Cousinen in Russland und Deutschland. Trotz der häufigen Abwesenheit ihrer Brüder Albert und Christian Victor, die in der preußischen und britischen Armee dienten, blieb die Familie einander eng verbunden. Später wurde sie die Gesellschafterin und Sekretärin ihrer Großmutter Königin Victoria, letzteren Posten hatte zuvor ihre Mutter Prinzessin Helena ausgefüllt. Da Helena Victoria zumeist in Frogmore House, unweit von Windsor Castle, weilte, sah sie die Königin fast täglich und begleitete diese zu ihren jährlichen Aufenthalten auf den königlichen Residenzen Osborne House und Balmoral Castle. Sie war bei vielen Staatsdinners zugegen, unterhielt sich des Öfteren mit Politikern und Staatsmännern und entwickelte im Laufe der Zeit eigene Ansichten über Politik und Weltgeschehen, die sie manchmal in Konflikt mit ihrer Mutter gerieten lassen. Königin Victorias Hofdame Marie Mallett schrieb dazu: „Helena Victoria hat genau wie wir über die Regierung gesprochen, aber sie wagt es nur, offen mit mir und einigen anderen zu sprechen, da Prinzessin Christian (ihre Mutter Prinzessin Helena) wütend auf sie ist.“ In den letzten Lebensmonaten ihrer Großmutter half Helena Victoria dieser beim Schreiben ihrer Memoiren und Tagebücher sowie der umfangreichen Korrespondenz. Als Königin Victoria 1901 starb, bekundete Helena Victoria tiefe Trauer, wie sie in einem Brief festhielt: „Ich weiß, dass Sie von allen anderen erkennen können, was der Verlust der lieben Oma für mich bedeutet.“

### Erster Weltkrieg und späteres Leben

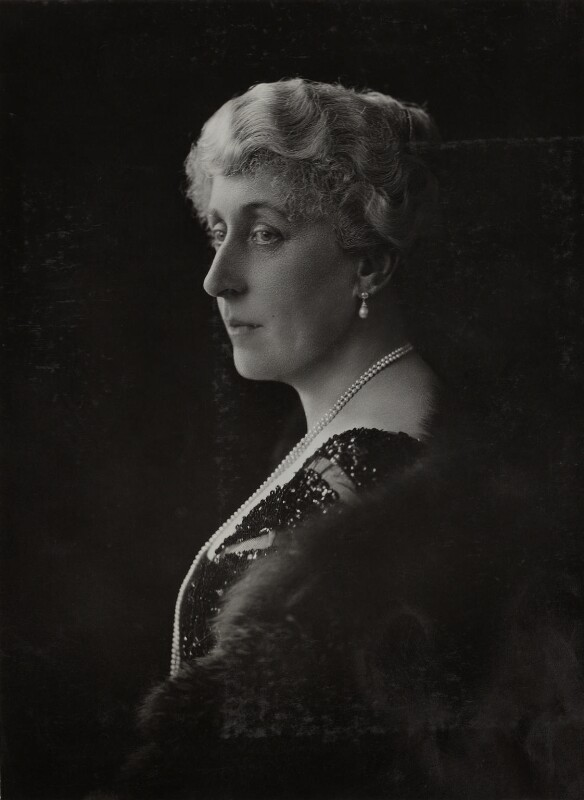
Prinzessin Helena Victoria, 1920

Prinzessin Helena Victoria blieb bis zum Tode ihrer Mutter im Jahre 1923 bei ihr wohnen. Sie folgte ihrem Beispiel und war im sozialen und künstlerischen Bereich tätig. So war sie bei den Organisationen Young Women’s Christian Association (YWCA) und „Princess Christian’s Schwesternheim“ bei Windsor tätig. Während des Ersten Weltkrieges gründete sie „YWCA Women’s Auxiliary Force“. Als Präsidentin der YWCA besuchte sie die britischen Truppen in Frankreich und bekam die Erlaubnis vom Kriegsminister Herbert Kitchener, 1. Earl Kitchener of Khartoum eine Truppenbetreuung zu organisieren (z. B. Musik- und Tanzabende). Zusammen mit ihrer Schwester Prinzessin Marie Louise gab sie kleinere Konzertabende in deren Londoner Wohnung, Schomburg House.
Während des Ersten Weltkrieges lebte Helena Victoria mit ihrer Schwester und Mutter weiterhin auf Cumberland Lodge, wo König Georg V. und Königin Maria sie an Sonntagen regelmäßig besuchten. Wegen der damaligen Gegnerschaft des kaiserlichen Deutschen Reichs und Großbritanniens im Krieg benannte König Georg V. das Haus Sachsen-Coburg-Gotha wegen seines deutschen Namens am 17. Juli 1917 in Haus Windsor um. Da ihr Vater seinen deutschen Namen ablegte, erhielt sie den Titel Ihre Hoheit Prinzessin Helena Victoria.
Nach Prinzessin Helenas Tod 1923 teilten Helena Victoria und Marie Louise ihre Schirmherrschaften und gemeinnützige Aufgaben zwischen sich auf. Helena Victoria wurde Präsidentin des Princess Helena College, eine nach ihrer Mutter benannten Schule, welche das Amt ab 1874 bekleidete. Sie setzte außerdem ihre Arbeit im Princess Christian’s Schwesternheim fort und besuchte oft den Davis Cup, wo sie den Gewinnern die Trophäen überreichte.
Zu Beginn des Zweiten Weltkrieges wurde das Wohndomizil Schomburg House zunehmend unsicherer. So zog Helena Victoria auf Einladung von Lady Grace Weigall nach Englemore, in der Nähe von Ascot und lebte dort für mehrere Jahre. Den Rest des Krieges bewohnte sie mit ihrer Tante Beatrice Brantridge Park, das Haus ihrer Cousine Alice, Countess of Athlone. Schomburg House erlitt während des Krieges erhebliche Schäden und musste schließlich aufgegeben werden. Bis zu ihrem Tod bewohnte sie gemeinsam mit ihrer Schwester Marie Louise deren Wohnung im Berkeley Square. Ihre letzten Lebensjahre verbrachte sie ruhig und fast abseits der Öffentlichkeit. Helena Victoria übernahm die Patenschaft von Prinz William of Gloucester (1941–1972), dem Sohn von Henry und Alice, Duke und Duchess of Gloucester. Zuletzt war sie bei der Hochzeit von Elisabeth II. und Prinz Philip, Duke of Edinburgh anwesend. Sie starb im Alter von 77 Jahren und fand ihre letzte Ruhe im Royal Burial Ground in Frogmore.

## Name in verschiedenen Lebensphasen
- 1870–1917: Her Highness Princess Helena Victoria of Schleswig-Holstein
- 1917–1948: Her Highness Princess Helena Victoria

In die Amtszeit von König Georg V. (1865–1936) fiel der Erste Weltkrieg. Wegen der damaligen Gegnerschaft des kaiserlichen Deutschen Reiches und Großbritanniens in diesem Krieg benannte er das Haus Sachsen-Coburg-Gotha wegen seines deutschen Namens am 17. Juli 1917 in Haus Windsor um. Da ihr Vater seinen deutschen Namen ablegte, erhielt sie den Titel Ihre Hoheit Prinzessin Helena Victoria.